# Jawa 250/590
Jawa 250/590 je motocykl, vyvinutý firmou Jawa, vyráběný v letech 1963–1971.
Model vznikl na základě svého předchůdce Jawa 250/559, od něhož se liší především použitím devatenáctipalcových kol, která Jawa naposledy použila u péráka. Přední blatník je užší a vidlice je uzpůsobena pro větší kolo. Zadní blatník byl nastaven na výšku. Karburátor byl opatřen přívěrou vzduchu místo sytiče. Řídítka jsou sportovní s hrazdičkou a rychlopalem.

## Technické parametry
- Rám: svařovaný z čtyřhranných profilů
- Suchá hmotnost: 128 kg
- Pohotovostní hmotnost: 144 kg
- Maximální rychlost: 116 km/h
- Spotřeba paliva: 3,4 l/100 km